# Bonfire Heart
Bonfire Heart reprezintă primul single din cel de-al patrulea album de studio al lui James Blunt, Moon Landing. Melodia a fost compusă de James Blunt, în parteneriat cu solistul vocal din trupa One Republic, Ryan Tedder.

## Track-listing
Descărcare digitală - Single
1. Bonfire Heart (Blunt, Tedder)

CD Maxi Single/Descărcare digitală - EP
1. Bonfire Heart (Blunt, Tedder)
2. Miss America (Acoustic Version from Angel Studios) (Blunt, Steve Mac, Wayne Hector)[5]
3. Next Time I'm Seventeen (Blunt, Matt Hales, Dan Wilson)[6]
4. Heroes (Blunt, Guy Chambers)[7]

## Clasament
| Clasament (2013-2014)            | Poziție vârf | Certificație | Vânzări |
| -------------------------------- | ------------ | ------------ | ------- |
| Australia(ARIA)                  | 3            | 2xPlatină    | 140,000 |
| Austria                          | 1            |              |         |
| Belgia(Flandra)                  | 1            |              |         |
| Belgia(Valonia)                  | 12           |              |         |
| Canada                           | 51           | Aur          | 40,000  |
| Cehia                            | 5            |              |         |
| Elveția                          | 1            | Platină      | 30,000  |
| Franța(SNEP)                     | 26           |              |         |
| Germania                         | 1            | Aur          | 150,000 |
| Irlanda                          | 13           |              |         |
| Israel                           | 2            |              |         |
| Italia                           | 9            | Platină      | 30,000  |
| Luxemburg                        | 1            |              |         |
| Marea Britanie                   | 4            | Argint       | 200,000 |
| Noua Zeelandă                    | 8            | Aur          | 7,500   |
| Polonia                          | 15           |              |         |
| Scoția                           | 11           |              |         |
| Slovacia                         | 41           |              |         |
| Spania                           | 32           |              |         |
| Suedia                           | 60           |              |         |
| Ungaria(Rádiós Top 40)           | 4            |              |         |
| Ungaria(Single Top 20)           | 7            |              |         |
| US Adult Top 40(Billboard)       | 31           |              |         |
| US Adult Contemporary(Billboard) | 26           |              |         |